# Sagelat
Sagelat é uma comuna francesa na região administrativa da Nova Aquitânia, no departamento Dordonha. Estende-se por uma área de 7,5 km². Em 2010 a comuna tinha 326 habitantes (densidade: 43,5 hab./km²).